# ألفرد هينريتش (لاعب هوكي الجليد)
ألفرد هينريتش (بالألمانية: Alfred Heinrich)‏ هو لاعب هوكي الجليد ألماني، ولد في 21 فبراير 1906 في برلين في ألمانيا، وتوفي في 31 أكتوبر 1975.

## وصلات خارجية
- ألفرد هينريتش على موقع EliteProspects.com (الإنجليزية)
- ألفرد هينريتش على موقع Eurohockey.com (الإنجليزية)
- ألفرد هينريتش على موقع أوليمبيديا (الإنجليزية)